# Pleistodontes imperialis
Pleistodontes imperialis Saunders è un imenottero della famiglia Agaonidae.
È l'insetto impollinatore di Ficus rubiginosa.

## Distribuzione e habitat
Pleistodontes imperialis è endemico dell'Australia ed è stato introdotto in Nuova Zelanda, in Israele, in California e nelle Hawaii.